# Blommetræ
Blomme (Prunus domestica) er et lille træ med søde, 20-50 mm store, hængende frugter, der er røde, gule, grønne eller blå. Blomme ligner Mirabel, men bladene er matte, over 4 cm lange og mere eller mindre hårede.

## Beskrivelse
Blomme er et lille, løvfældende træ med en åben og stivgrenet vækstform. Stammen er kort, og grenene er opstigende og grove. Der findes i reglen ikke torne på selve træet, men af og til på "mirabelle"-vildskud. Barken er først rødbrun (lyssiden) og grøn (skyggesiden). Senere bliver den gråbrun og lidt stribet, og til sidst er den mørkegrå og opsprækkende med smalle furer.
Knopperne sidder spredt på ophovnede bladfæster. De er små og kegleformede med brune skæl. Blomsterknopperne sidder flere sammen på rynkede kortskud. Bladene er elliptiske til omvendt ægformede med fint rundtakket rand. Oversiden er mørkegrøn og lidt rynket. Undersiden er lysegrøn og gråfiltet. Træet blomstrer i maj. Blomsterne er hvide med svag duft. Frugterne er ovale til helt runde og blåsorte eller grønlige med et lyst vokslag. Frøene spirer villigt efter et år i jorden.
Rodnettet stammer fra grundstammen. Den kan enten være "Mirabelle" (så er det højtliggende og groft) eller Kræge (så er det mere dybtgående og svagere). Rodskud ses ofte, især efter hård beskæring. Kun få sorter er selvbestøvende.
Højde x bredde og årlig tilvækst: 10 x 6 m (30 x 20 cm/år).

## Voksested
Blomme er et krydsningsprodukt, men alle stamformerne findes i Kaukasus-bjergene. Her gror de på næringsrig, kalkholdig og veldrænet bund.
Blomme er almindeligt dyrket i Danmark.

## Underarter
- Opal blommerSveskeblomme (Prunus domestica subsp. domestica)
  - Sorter
    - 'Czar'
    - 'Italiensk Sveske'
    - 'Kirkes'
    - 'Opal'
    - 'Victoria'
- Kræge (Prunus domestica subsp. insititia)
- Reineclaude (Prunus domestica subsp. italica)
  - Sorter
    - 'Althans Reine Claude'
    - 'Ouillins Reine Claude'
- Mirabelblomme (Prunus domestica subsp. syriaca)[1]

Blommesorterne falder i to grupper: de aflange, hvor frugtkødet slipper stenen, og de kuglerunde, hvor det hænger fast. De sidste kaldes også for "Reine-Claude blommer".